# Thiago Pantaleão
Thiago Caitano Romeiro Pantaleão (Vassouras, 5 de setembro de 1997) é um cantor, compositor e dançarino brasileiro. Em suas músicas, Pantaleão aborda temas como autoaceitação, orgulho de sua identidade e defesa de causas importantes como antirracismo e diversidade LGBTQIAPN+. Sua música não apenas reflete sua jornada pessoal de descoberta e autenticidade, mas também busca conectar-se com outros em processos similares, gerando identificação e promovendo mensagens de empoderamento e inclusão.

## Início da vida
Nascido em Vassouras, Rio de Janeiro, Pantaleão foi criado em Paracambi, na região metropolitana. Filho de uma diarista e de um caminhoneiro, ele se apaixonou pela música ainda na infância, quando começou a cantar na igreja evangélica. Segundo o artista, sua mãe foi sua primeira “diva gospel”, uma vez que ele a acompanhava cantando no palco da igreja, juntamente de seu pai, que era um dos músicos.
Ainda na adolescência, Pantaleão se identificou como LGBTQIA+, mas logo foi tachado como gay e, apesar de também sentir atração por meninas, não era considerado uma opção para elas. De acordo com o cantor, ele nunca teve problemas com a igreja por conta de sua orientação sexual, mas sua aceitação pessoal foi muito difícil devido à sua criação mais conservadora e que, ao longo da adolescência, perdeu quase todas as suas amizades ao se assumir LGBTQIA+. Em determinado momento, o jovem optou por deixar a instituição a fim de viver sua verdade. Antes de se destacar no TikTok, Pantaleão trabalhava como consultor comercial no CNA Idiomas.

## Carreira

### 2020–2022: Início eFim do Mundo
Em 2020, Pantaleão iniciou sua carreia musical lançando três single, entre elas Tipo Iza, onde rapidamente alcançou uma grande repercussão do público e já foi o suficiente para chamar a atenção de grandes nomes da música nacional, como Liniker e a própria Iza, citada no título. Foi por meio das redes sociais que o cantor encontrou uma oportunidade para expor sua voz e suas composições. Pelo seu perfil no Twitter, Iza desejou sucesso e chegou a compartilhar o videoclipe de Pantaleão. Já Liniker, elogiou a música, harmonia e a forma como o artista canta. Esses gestos serviram como um incentivo a mais para o início da trajetória profissional de Pantaleão. Em 2021, Pantaleão lançou o single "Te Deixo Crazy", em parceria com Danny Bond, e a partir dessa canção foi onde foram abertas as portas do cenário pop nacional para o artista: em menos de seis meses, a faixa alcançou mais de 3 milhões de reproduções somadas nas plataformas YouTube e Spotify.
Em 2022, Pantaleão viralizou nas redes sociais depois que ele compartilhou fotos vestindo um biquíni de crochê produzido por sua mãe, a artesã Bianca Pantaleão. O biquíni foi inspirado no modelo utilizado por Jade Picon na vigésima segunda temporada do Big Brother Brasil. O sucesso foi tanto que Pantaleão foi convidado para participar do Baile da Vogue, tradicional evento de moda que acontece anualmente no Copacabana Palace. Meses mais tarde, Pantaleão assinou contrato com a gravadora Som Livre, e anunciou seu single "Desculpa por Eu Não Te Amar", onde a canção foi um sucesso no TikTok, sendo utilizada em diversos vídeos da plataforma e conquistou mais de 1 milhão de visualizações no YouTube. Em setembro do mesmo ano, Pantaleão lançou seu primeiro álbum de estúdio intitulado Fim do Mundo, trazendo um mix de sonoridades de gêneros pop e rock, com referências inspiradas em heróis, animes e k-pop. Sua primeira performance em um programa de TV foi no Música Boa Ao Vivo, do Multishow, onde Pantaleão cantou ao lado de artistas como Gloria Groove, Priscilla e Grag Queen. Além de ter sido convidado para fazer uma apresentação no pré-show do Prêmio Multishow de Música Brasileira 2022.

### 2023–presente:Nova Era
Em novembro de 2023, lançou o EP chamado Nova Era Part. I, a primeira parte de um projeto artístico que se debruça sobre seu passado para entender o presente do artista.

## Vida pessoal
Durante uma entrevista para o Universo Online, Pantaleão afirmou que se considera bissexual. Em 2023, começou um namoro com um de seus dançarinos, conhecido como Miran, vivendo com ele um relacionamento aberto.

## Discografia
Álbuns de estúdio
- Fim do Mundo (2022)
- Nova Era (2024)

## Prêmios e indicações
| Ano  | Prêmio           | Categoria                              | Indicação                                      | Resultado | Ref.          |
| ---- | ---------------- | -------------------------------------- | ---------------------------------------------- | --------- | ------------- |
| 2021 | BreakTudo Awards | Colaboração Nacional                   | "Te Deixo Crazy" (com Danny Bond)              | Indicado  | [ 27 ]        |
| 2022 | BreakTudo Awards | Artista Revelação Nacional             | Thiago Pantaleão                               | Indicado  | [ 28 ]        |
| 2022 | Prêmio Potências | Experimente / Revelação / Novin do Ano | Thiago Pantaleão                               | Venceu    | [ 29 ]        |
| 2023 | Prêmio Multishow | Artista Revelação                      | Thiago Pantaleão                               | Indicado  | [ 30 ] [ 31 ] |
| 2023 | Prêmio Biscoito  | Revelação do Vale                      | Thiago Pantaleão                               | Indicado  | [ 32 ]        |
| 2023 | Prêmio Biscoito  | Coreo do Vale                          | "Fim do Mundo"                                 | Indicado  | [ 32 ]        |
| 2023 | Prêmio Biscoito  | Feat do Ano                            | "Sócia" (Aretuza Lovi, Thiago feat. Lia Clark) | Indicado  | [ 32 ]        |
| 2023 | Prêmio Biscoito  | Hit do Vale                            | "Desculpa por Eu Não Te Amar"                  | Indicado  | [ 32 ]        |
| 2023 | Prêmio Biscoito  | Álbum do Vale                          | Fim do Mundo                                   | Indicado  | [ 32 ]        |